# Oberstein (Marktschellenberg)
Oberstein ist seit 1969 ein Gemeindeteil bzw. eine Gnotschaft des Marktes Marktschellenberg im oberbayerischen Landkreis Berchtesgadener Land.

## Geschichte
Vermutlich bereits ab Ende des 14. Jahrhunderts war Oberstein der 1. Gnotschaftsbezirk der „Urgnotschaft“ Scheffau im Berchtesgadener Land, das ab 1380 das Kernland der Reichsprälatur Berchtesgaden und der später eigenständigen, reichsunmittelbaren Fürstpropstei Berchtesgaden (1559–1803) bildete. Nach drei kurz hintereinander folgenden Herrschaftswechseln wurde 1810 das Berchtesgadener Land mit seinen Gnotschaften dem Königreich Bayern angegliedert. In den Gemeindeverzeichnissen ab 1817 ist Scheffau dann als Gemeinde aufgeführt worden. Noch vor der allgemeinen Gebietsreform in Bayern wurden am 1. Oktober 1969 Marktschellenberg, der einstige zweite Hauptort des Berchtesgadener Landes, sowie Landschellenberg und Scheffau zur neuen Gemeinde Marktschellenberg zusammengeschlossen. Seither ist Oberstein ein Ortsteil bzw. eine Gnotschaft des Marktes Marktschellenberg.

## Baudenkmäler
Siehe: Liste der Baudenkmäler in Marktschellenberg#Oberstein